# Договір Гвадалупе-Ідальго

Поступка Мексики (червона) та Покупка Гадсдена (померанчева). Частина території, помічена як Покупка Гадсдена, біля міста Месія (Нью-Мексико) була спірною після договору

До́говір Гвадалу́пе-Іда́льго (англ. Treaty of Guadalupe Hidalgo, ісп. Tratado de Guadalupe Hidalgo) — мирна угода між Мексикою та США, підписана 2 лютого 1848 року, яка поклала кінець Американо-мексиканській війні (1846—1848). Угода передбачала так звану Поступку Мексики (Mexican Cession), згідно з якою Мексика віддала 1,36 млн км² своєї території Сполученим Штатам в обмін на 15 млн доларів США. Сполучені Штати також взяли на себе 3,25 млн доларів боргу уряду Мексики громадянам США.
Поступка включала частини території сучасних штатів Колорадо, Аризона, Нью-Мексико і Вайомінг, та повні території штатів Каліфорнія, Невада і Юта. Решта території штатів Аризона і Нью-Мексико були віддані пізніше (у 1853 році) у вигляді Покупки Гадсдена.
Серед важливих аспектів договору слід, звичайно, згадати такі: встановлення кордону між американським штатом Техас і Мексикою по річці Ріо-Гранде (Ріо-Браво-дель-Норте) і гарантія захисту громадянських прав та власності мексиканців, які мешкали на переданих територіях. США брали на себе обов'язки патрулювання кордону, і обидві країни домовилися вирішувати прикордонні питання за допомогою сумісного суду з рішеннями, обов'язковими для обох країн. Проте, коли Сенат США ратифікував договір, стаття 9, яка гарантувала захист прав мексиканців на переданих територіях, і стаття 10, яка залишала за ними території, надані іспанським і мексиканським урядами, були вилучені з тексту договору.